# 岡光龍三
岡光 龍三（岡光竜三、おかみつ りゅうぞう、1940年 - ）は、広島県広島市出身の元サッカー選手(FW)・指導者。

## 来歴
広島市立千田小学校時代の同級に宮本輝紀、一学年上に大石信幸がいる。
高校は宮本や大石とともに広島山陽高等学校に進学し、渡部英麿から指導を受ける。1957年、1958年国体準優勝に貢献。特に1958年大会決勝は杉山隆一がいた静岡県立清水東高等学校との対戦で、当時話題となった。
大学は中央大学に進学した。サッカー部に在籍し、同郷の野村六彦・小城得達・桑原楽之らと活躍した。第42回天皇杯全日本サッカー選手権大会で決勝進出、決勝の相手は長沼健・平木隆三・川淵三郎・宮本征勝・鎌田光夫・保坂司と日本代表を揃え三連覇を狙った古河電工で、岡光は決勝点を決め中大優勝に貢献した。
1963年大学卒業後、地元東洋工業(現マツダ)へ入社。東洋工業蹴球部(のちのマツダSC、現サンフレッチェ広島)に入団する。小城、桑原楽、石井義信、今西和男、丹羽洋介らと共に、日本リーグ(JSL)優勝4回、天皇杯優勝3回に貢献。その中で岡光は主に右ウイングとして活躍、小城の繰り出すロングパスに左ウイングの松本育夫、二列目から飛び出す桑田隆幸、センターフォワードの桑原楽と攻撃をリードした。日本リーグ初年度の1965年、東洋工業は全14試合で44得点を挙げているが、すべて攻撃プレイヤーで、岡光は桑田(11得点)に次ぐ9得点を挙げた（小城9、松本8、桑原楽7）。アシストでも記録を残しており、1967年のJSLでは7アシストでランキング3位、1968年のJSLでは5アシストでランキング2位に入っている。
1971年に丹羽・桑原弘之とともに引退 し、その後は桑原とともに東洋工業コーチ。
その後、広島城北高校サッカー部コーチ などを務めた。
2001年4月から広島経済大学コーチに、翌2002年から監督に就任したものの、2003年末に健康上の理由により退任した。ちなみに次の広経大監督は東洋工業時代のチームメイトである桑田が就任している。

## 個人成績
| 国内大会個人成績 | 国内大会個人成績 | 国内大会個人成績 | 国内大会個人成績 | 国内大会個人成績 | 国内大会個人成績 | 国内大会個人成績 | 国内大会個人成績 | 国内大会個人成績 | 国内大会個人成績 | 国内大会個人成績 | 国内大会個人成績 |
| 年度             | クラブ           | 背番号           | リーグ           | リーグ戦         | リーグ戦         | リーグ杯         | リーグ杯         | オープン杯       | オープン杯       | 期間通算         | 期間通算         |
| 年度             | クラブ           | 背番号           | リーグ           | 出場             | 得点             | 出場             | 得点             | 出場             | 得点             | 出場             | 得点             |
| 日本             | 日本             | 日本             | 日本             | リーグ戦         | リーグ戦         | -                | -                | 天皇杯           | 天皇杯           | 期間通算         | 期間通算         |
| ---------------- | ---------------- | ---------------- | ---------------- | ---------------- | ---------------- | ---------------- | ---------------- | ---------------- | ---------------- | ---------------- | ---------------- |
| 1965             | 東洋             |                  | JSL              | 14               | 9                | -                | -                |                  |                  |                  |                  |
| 1966             | 東洋             |                  | JSL              | 14               | 8                | -                | -                |                  |                  |                  |                  |
| 1967             | 東洋             |                  | JSL              | 14               |                  | -                | -                |                  |                  |                  |                  |
| 1968             | 東洋             |                  | JSL              | 14               |                  | -                | -                |                  |                  |                  |                  |
| 1969             | 東洋             |                  | JSL              | 14               |                  | -                | -                |                  |                  |                  |                  |
| 1970             | 東洋             |                  | JSL              | 0                | 0                | -                | -                |                  |                  |                  |                  |
| 通算             | 日本             | 日本             | JSL              | 70               | 29               | -                | -                |                  |                  |                  |                  |
| 総通算           | 総通算           | 総通算           | 総通算           | 70               | 29               | -                | -                |                  |                  |                  |                  |